# Onome Ebi
Onome Ebi (8 de maio de 1983) é uma futebolista nigeriana que atua como defensora.

## Carreira
Onome Ebi representou a Seleção Nigeriana de Futebol Feminino, nas Olimpíadas de 2008. 